# 狄斯
狄斯（Dis），於但丁的《神曲》和維吉爾的《埃涅阿斯紀》中出現，是指「死者之城」，存在於地獄的第6圈，外牆由墮天使守衛。在《神曲》中，狄斯同時是撒旦的名稱以及他的領土。

## 簡介
狄斯非常的熱，其存在是為了懲罰那些活著時犯罪的人，例如持異端邪說的、殺人者、自殺者、褻瀆神靈者、篡奪者等。

### 地獄王
地獄王有三個臉，右面白而帶黃，左面黝黑，主面火紅，三張口分別咬著猶大、布魯圖、卡西烏斯（前者出賣耶穌；後兩者刺殺凱撒），以利齒給予他們懲罰。在其每張面孔下，皆存有一對如蝙蝠般的翅翼，為他以往曾為六翼熾天使之殘証。